# Alphapapillomavirus
Alphapapillomavirus là một chi virus thuộc họ Virus Papilloma. Con người và khỉ là vật chủ tự nhiên của chi này. Hiện có 14 loài được xác định trong chi Alphapapillomavirus.
Các bệnh do chi virus này gây ra bao gồm mụn cóc, u nhú và các khối u ác tính. Những chủng virus thuộc nhóm nguy cơ cao có khả năng gây ung thư là HPV-16 và HPV-18 (gây ung thư cổ tử cung), trong khi các chủng nguy cơ thấp hơn như HPV-6 và HPV-11 thường gây mụn cóc sinh dục.

## Phân loại
Các loài sau đây được xếp vào chi này:
- Alphapapillomavirus 1
- Alphapapillomavirus 2
- Alphapapillomavirus 3
- Alphapapillomavirus 4
- Alphapapillomavirus 5
- Alphapapillomavirus 6
- Alphapapillomavirus 7
- Alphapapillomavirus 8
- Alphapapillomavirus 9
- Alphapapillomavirus 10
- Alphapapillomavirus 11
- Alphapapillomavirus 12
- Alphapapillomavirus 13
- Alphapapillomavirus 14

## Cấu trúc
Các virus thuộc chi Alphapapillomavirus không có vỏ bọc, có cấu trúc hình khối 20 mặt (hình khối đa diện) và đối xứng T=7. Đường kính của virus khoảng 60 nm. Bộ gen có dạng vòng, với chiều dài khoảng 8kb.
| Chi                 | Cấu trúc         | Đối xứng | Capsid          | Cấu trúc bộ gen | Phân đoạn bộ gen |
| ------------------- | ---------------- | -------- | --------------- | --------------- | ---------------- |
| Alphapapillomavirus | Hình khối 20 mặt | T=7      | Không có vỏ bọc | Dạng vòng       | Đơn phân         |

## Chu kỳ sống
Sự sao chép của virus diễn ra trong nhân tế bào. Virus xâm nhập vào tế bào vật chủ bằng cách gắn protein virus vào thụ thể của tế bào chủ, giúp quá trình nhập bào diễn ra. Quá trình nhân đôi tuân theo mô hình sao chép hai chiều của DNA sợi đôi. Sự phiên mã được thực hiện theo cơ chế phiên mã dựa trên DNA, có sự cắt nối thay thế. Quá trình dịch mã diễn ra theo cơ chế quét rò rỉ và chuyển đoạn ribosome. Virus thoát khỏi tế bào chủ thông qua sự phân hủy màng nhân.  
Con người và khỉ là vật chủ tự nhiên của virus này. Virus lây truyền qua đường tình dục và tiếp xúc trực tiếp.
| Chi                 | Chi tiết vật chủ | Tính hướng mô                  | Cơ chế xâm nhập             | Cơ chế thoát ra | Vị trí sao chép | Vị trí lắp ráp | Đường lây truyền           |
| ------------------- | ---------------- | ------------------------------ | --------------------------- | --------------- | --------------- | -------------- | -------------------------- |
| Alphapapillomavirus | Con người; khỉ   | Biểu mô: niêm mạc; biểu mô: da | Nhập bào qua thụ thể tế bào | Phân hủy tế bào | Nhân            | Nhân           | Quan hệ tình dục; tiếp xúc |